# Estonia en los Juegos Paralímpicos de Nagano 1998
Estonia estuvo representada en los Juegos Paralímpicos de Nagano 1998 por quince deportistas, trece hombres y dos mujeres. El equipo paralímpico estonio no obtuvo ninguna medalla en estos Juegos.